# Bijayapur
Bijayapur (nep. बिजयपुर) – gaun wikas samiti w zachodniej części Nepalu w strefie Mahakali w dystrykcie Baitadi. Według nepalskiego spisu powszechnego z 2011 roku liczył on 643 gospodarstwa domowe i 4035 mieszkańców (2139 kobiet i 1896 mężczyzn).